# Geevarghese Mar Theophilos
Geevarghese Mar Theophilos (ur. 8 sierpnia 1971 w Thumpamon jako Geevarghese Kizhakkemannil) – duchowny Malankarskiego Kościoła Ortodoksyjnego, od 2022 biskup Ahmadabadu.

## Kapłaństwo
W 2001 został przyjął święcenia subdiakonatu, a w 2002 diakonat i święcenia kapłańskie. 25 lutego 2022 został wybrany na biskupa. 2 czerwca otrzymał tytuł hieromnicha (ramban). Sakry udzielił mu katolikos Wschodu Baselios Mar Thoma Mathews III 28 lipca. 3 listopada 2022 objął diecezję Ahmadabadu.